# Hocheisspitze
Die Hocheisspitze ist ein 2523 m ü. NHN hoher Berg in den Berchtesgadener Alpen, über den die Grenze zwischen Deutschland und Österreich verläuft. Sie ist zugleich der höchste Berg der gleichnamigen Hocheisgruppe, die zum Hochkalter-Massiv gehört.
Erstmals nachgewiesen bestiegen wurde die Hocheisspitze durch Hermann von Barth am 6. September 1868, allerdings gibt es Vermutungen, der Berg sei schon früher bestiegen worden.
Der unmarkierte Normalweg führt über das Hocheiskar (auch Hintereis) von Westen auf den Gipfel (Schwierigkeit I). Auch über den Grat zwischen Kammerlinghorn (2483 m) und Hocheisspitze kann der Gipfel erreicht werden. Dabei sind Kletterschwierigkeiten von II-III zu bewältigen. Im Winter werden von Bergsteigern Skitouren auf den Berg unternommen.